# Bolbogonium
Bolbogonium es un género de coleóptero de la familia Geotrupidae.

## Especies
Las especies de este género son:
- Bolbogonium addendum
- Bolbogonium bicornutum
- Bolbogonium howdeni
- Bolbogonium impressum
- Bolbogonium insidiosum
- Bolbogonium kabakovi
- Bolbogonium kabulicum
- Bolbogonium pseudopunctatissimus
- Bolbogonium punctatissimum
- Bolbogonium scurra
- Bolbogonium triangulum
- Bolbogonium wiebesi